# 책도둑
책도둑(영어: The Book Thief)은 2006년 오스트레일리아의 작가 마커스 주삭이 발표한 소설이다.